# لسان المزمار المشوك
لسان المزمار المشوك (الاسم العلمي:Salpiglossis spinescens) هو نوع من النباتات يتبع جنس لسان المزمار من الفصيلة الباذنجانية.